# InterCaribbean Airways
InterCaribbean Airways is een luchtvaartmaatschappij uit de Turks- en Caicoseilanden. Ze is gevestigd op de luchthaven Providenciales International Airport van Providenciales.

## Geschiedenis
De oorsprong van de maatschappij ligt in 1991, toen zakenman en politicus Lyndon R. Gardiner uit North Caicos een luchttaxi- en chartermaatschappij begon, InterIsland Airways genaamd. In 2003 kreeg ze de toelating om geregelde lijnvluchten uit te voeren, waarvoor grotere en sneller vliegtuigen nodig waren. De naam werd dan veranderd in Air Turks & Caicos. In 2013, toen de maatschappij haar activiteiten in de Caraïben verder uitbreidde, werd de naam gewijzigd in interCaribbean Airways.

## Netwerk
De maatschappij vliegt anno 2018 geregelde diensten tussen vele bestemmingen op de eilanden van de westelijke Caraïben: Antigua, Aruba, Cap-Haïtien, Dominica, Tortola (Terrance B. Lettsome International Airport), Grand Turk, Kingston (Jamaica), Montego Bay, Nassau (Bahama's), Port-au-Prince, Puerto Plata, Santo Domingo (Dominicaanse Republiek), San Juan (Puerto Rico), St. Lucia, Sint Maarten, South Caicos. Een route van Providenciales naar Havana in Cuba is gepland. Na de hub in Providenciales is Tortola het belangrijkste knooppunt in het routenetwerk van interCaribbean Airways.

## Vloot
De geregelde diensten van interCarribean Airways worden anno 2018 gevlogen met Twin Otters, Embraer EMB 120 Brasilia en Beechcraft 99-toestellen.